# تارتارات
تارتارات‌ها در واقع نمک‌ها یا استرهای اسید تارتاریک هستند. اسید تارتاریک نوعی اسید دی کربوکسیلیک است. فرمول شیمیایی دی آنیون تارتارات به این شکل است:
O−OC-CH(OH)-CH(OH)-COO− or C4H4O62−
تارتارات‌هایی که از نظر تجاری اهمیت دارند عبارتند از: بلور خالص اسید تارتاریک، که به عنوان اسید خوراکی در غذاها و نوشیدنی‌های غیرالکلی به کار می‌رود؛ خمیر تارتار، که در پخت‌وپز کاربرد دارد؛ نمک روشل (Rochelle) , که در آبکاری الکتریکی کاربرد دارد.

## به عنوان افزودنی خوراکی
تارتارات‌ها به عنوان آنتی اکسیدان، تنظیم کننده اسیدیته و امولسیفایر، در صنایع غذایی به کار می‌روند. نمونه‌های این کاربرد عبارتند از:
- تارتارات‌های سدیم(E335)
  - تارتارات منو سدیم
  - تارتارات سدیم
  - تارتارات آمونیوم سدیم
- تارتارات‌های پتاسیم
  - بی تارتارات پتاسیم (تارتارات منو پتاسیم یا خمیر تارتار)
  - تارتارات پتاسیم
- تارتارات سدیم پتاسیم (پتاسیم سدیم تارترات)
- تارتارات کلسیم (منیزیم سیترات که به عنوان امولسیفایر به کار می‌رود)
- تارتارات استئاریل (استاریل پالمیتیل تارترات که به عنوان امولسیفایر بکار می رود.

## در شراب
در شراب، تارتارات‌ها رسوبات بلوری بی خطری را تشکیل می‌دهند که طی تخمیر و با گذشت زمان از شراب جدا می‌شوند. بخش اصلی این رسوب، بی تارتارات پتاسیم است.